# Rod Achter
Rodney Lee Achter (* 14. Februar 1961 in Oregon, Ohio) ist ein US-amerikanischer Footballtrainer und ehemaliger American-Football- und Canadian-Football-Spieler.

## Spielerkarriere

### College
Achter spielte von 1979 bis 1982 College Football an der University of Toledo für die Toledo Rockets.

### NFL
Achter wurde beim NFL Draft 1983 in der neunten Runde von den Minnesota Vikings ausgewählt. Am 18. August 1983 wurde Achter von den Vikings entlassen. Im Anschluss hatte er Anstellungen bei den New York Jets und Cincinnati Bengals, konnte sich jedoch nie durchsetzen.

### CFL
In der Saison 1984 spielte Achter für die Ottawa Rogh Riders in der Canadian Football League.

## Trainerkarriere
Seine Trainerkarriere begann Achter 1985 an der Cardinal Stritch High School, wechselte später an die Clay High School. Achter arbeitet seit 1990 an der Sylvania Northview High School, derzeit als Defensive Coordinator und Trainer der Defensive Line.

## Persönliches
Achter ist der Vater des MLB-Pitchers A. J. Achter.